# 辛內 (敖德薩州)
47°55′14″N 29°33′55″E / 47.92056°N 29.56528°E
辛內（羅馬化：Sinne）是位於烏克蘭西南部的村莊，由敖德萨州波迪利斯克区的巴爾塔市鎮負責管轄。該村始建於1752年，面積3.26平方公里，海拔高度146米，2001年該城鎮人口721。